# ОШ „Јан Чајак” Бачки Петровац
Основна школа „Јан Чајак“ (слч. Základná škola Ján Čajak) образовна је установа у Бачком Петровцу, у улици Сладковичовој 2.

## Историја
Након доласка у Војводину, су преци данашњих Петровчана, били оптетрећени разним бригама и проблемима, а највећи од свих проблема, је био како да школују своју децу, па су због тога већ 1745. године, отворили школу, са једним наставником. У 1831.години, је било 4 разреда, 4 стана за наставнике а сваки наставник је имао 150 ученика. Дана 1. септембра. 1958. године, је основана осмогодишња школа, која је добила име по познатом словачком писцу, наставнику и публицисти Јану Чајаку. Изградња нове школе је почела 27. септембра. 1979. године, а свечано је отворена 26. јуна 1983. године.

## Настава и опремљеност
Настава је кабинетска и изводи се у две смене. Површина школе је 4104 m². Опремљена је савременим наставним средствима што омогућава наставу на вишем нивоу. Школа има кабинет информатике, око 27 разреда, богату библиотеку, са 15 517 књига, ђачку кухињу, стару (малу) и нову (велику) фискултурну салу, велики хол и терене за малу атлетику и мале спортове. Окружена је парком величине 4ha. Школу тренутно посећује око 587 ученика и постоји око 37 одељења, а од тога 6 специјалних одељења за ментално ретардирану и запуштену децу. Постоји и разред дневног боравка, коју могу да посећују деца од првог до четвртог разреда. Настава је двојезична, а то на: словачком и српском наставном језику. Школа броји 78 радника, од чега су 56 у настави.